# Nyakelle
Nyakelle est un village du Cameroun, rattaché à la commune de Nyanon, situé dans le département de la Sanaga-Maritime et la région du Littoral. 

## Population et développement
En 1967, la population de Nyakelle était de 376 habitants, essentiellement des Basso. La population de Nyakelle était de 752 habitants dont 377 hommes et 375 femmes, lors du recensement de 2005.  